# ドーマルディ

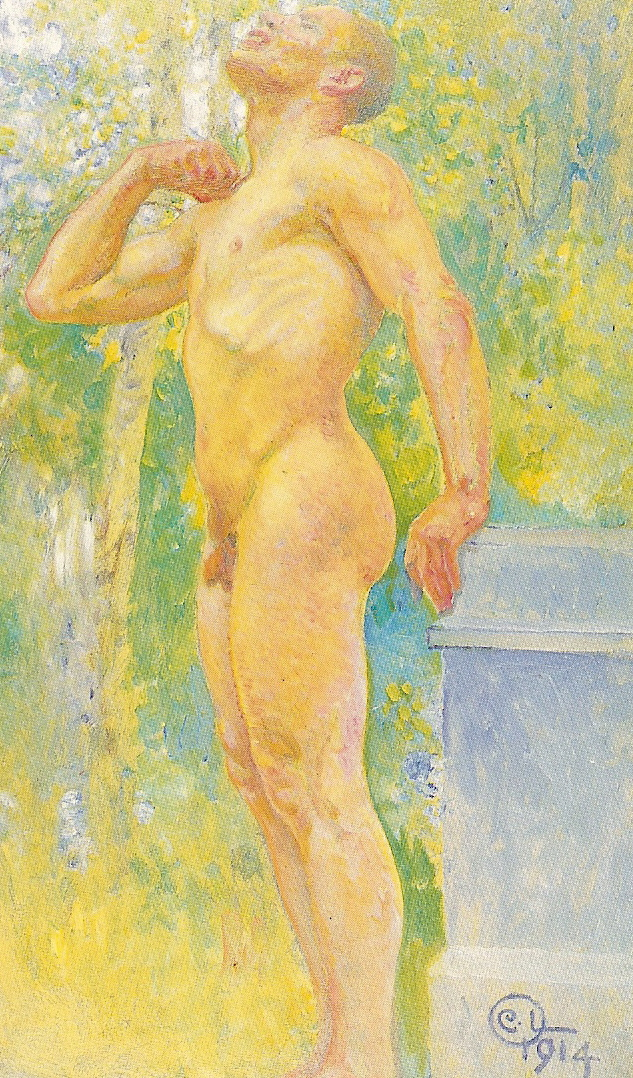
カール・ラーションによる『冬至の生贄』の下絵より。

ドーマルディ（ドマルディ、ドゥマルデ、など） (Domalde、Dómaldi、Dómaldr ) は、北欧神話に登場する王の一人で、スウェーデン王室の祖とされるユングリング家の一員である。
先代の王ヴィースブルの息子とされている。

## 概要
ドーマルディ王の治世は不作や飢餓によって特徴付けられている。
最初の秋、スウェーデン人たちはウプサラの神殿で雄牛を生贄として捧げた。しかし、次の年の収穫は前年より悪かった。
2度目の秋、彼らは人間を生贄として捧げた。しかし、次の年の収穫はさらに悪くなった。
3年目に、多くのスウェーデン人が、神殿のあるガムラ・ウプサラで開かれた全スウェーデン集会(en:Thing of all Swedes)に集まった。
そして有力者たちは、豊作を招くためにドーマルディを血祭りに上げる(Blóta)べきだとした。
すなわち王を生贄として神に捧げるべきだという決定をし、実行したのである。
彼らは神の像にドーマルディの血を振りかけた。すると豊作が戻ってきた。
ドーマルディの息子ドーマルが後継者になったが、その治世は富裕であったという。

スノッリ・ストゥルルソンは、『ヘイムスクリングラ』の『ユングリング家のサガ』（1225年）で、ドーマルディ王について次のように書いている。
| Dómaldi tók arf eptir föður sinn Vísbur, ok réð löndum. Á hans dögum gerðist í Svíþjóð sultr mikill ok seyra. Þá efldu Svíar blót stór at Uppsölum; hit fyrsta haust blótuðu þeir yxnum, ok batnaði ekki árferð at heldr. En annat haust hófu þeir mannblót, en árferð var söm eða verri. En hit þriðja haust kómu Svíar fjölment til Uppsala, þá er blót skyldu vera. Þá áttu höfðingjar ráðagerð sína; ok kom þat ásamt með þeim, at hallærit mundi standa af Dómalda konungi þeirra, ok þat með, at þeir skyldu honum blóta til árs sér, ok veita honum atgöngu ok drepa hann, ok rjóða stalla með blóði hans. Ok svá gerðu þeir. |  | ドーマルディは、父ヴィースブルの後を継いで国を統治した。 大飢饉と天災があればいつもするように、スウェーデン人はウプサラ（Gamla Uppsala）で大犠牲祭を行なった。 最初の秋は雄牛を生贄として捧げた。しかしその甲斐なく次の季節の収穫は回復しなかった。 次の秋には人間を生贄として捧げた。しかし次の年はさらに不作であった。 3度目の秋、犠牲に捧げるものを提供しなければならない時期が来ると、スウェーデン人の多くがウプサラに集まった。有力者らは協議を行ない、この不作が何年も続いたのは自分たちの王ドーマルディに原因があるということで意見が一致した。そして、豊作の年を導くために王を犠牲として提供すること、彼を襲って殺すこと、神のstalle（※英訳のママ）にその血を振りかけることを決定した。彼らはそれを実行した。 |  |

スノッリはまた、参考文献とした『ユングリンガ・タル』（en:Ynglingatal。9世紀に成立）の一部を書き入れている。
| Hitt var fyrr at fold ruðu sverðberendr sínum drótni, ok landherr af lífs vönum dreyrug vápn Dómalda bar, þá er árgjörn Jóta dolgi Svía kind of sóa skyldi. | 大意： 昔、武器を持った人々が、自分たちの王の血で大地を染め、武器は血まみれになった。豊作を願ったスヴェーア人(en:Suiones)たちが、ジュート人の敵（ドーマルディ）を犠牲に捧げると決めたために。 |  |

このほか、『ノルウェー史』が、スノッリが引用したものより古い『ユングリンガ・タル』のラテン語で書かれた要約を紹介している。
Cujus [Wisbur] filium Domald Sweones suspendentes pro fertilitate frugum deæ Cereri hostiam obtulerunt. Iste genuit Domar [...]

さらに古い時代に成立した『アイスランド人の書』は、『ユングリンガ・タル』の中で王の血統を列挙しているが、ヴィースブルの後継およびドーマルの先代の王としてドーマルディの名を挙げている。
vii Visburr. viii Dómaldr. ix Dómarr.

## フレイ神との関わり
『ヘイムスクリングラ』の『ハーコン善王のサガ』には、神への犠牲に捧げた家畜の血を神の像や神殿内の壁に塗る習慣が記されている。従って、ドーマルディの血も同様に神殿の祭壇に塗りたくられたことだろう。
また同じサガには、犠牲にした家畜の肉を神殿内で開いた宴会で食べる際に、まずオーディンに勝利のための祝杯を捧げ、次にニョルズとフレイに豊穣と平和を願って祝杯をあげる様子が書かれている。
豊穣のためフレイに祝杯をあげたということから、豊作を願ってドーマルディの血で染めた祭壇はフレイを奉ったものだと考えることができる。
さらに、『ユングリング家のサガ』において、ガムラ・ウプサラに神殿を築き「フロディの平和」と呼ばれるような豊かで平和な時代を人民にもたらしたのはフレイであったとされる。そのフレイの末裔であるドーマルディの神聖な血はフレイの祭壇に塗られたと推測できる。

## 王の犠牲
この伝説は、フレイザーの『金枝篇』にある「王殺し」にも関連があるだろう。これは王という「神人」の力が衰弱し始めると、これを「弑殺」し、その魂を若い後継者に移すという思想である。王を殺す習慣は、王に宿る神聖な魂を守ろうとする、そして王を深く尊敬していることの表れだとしている。従って、飢饉が続いたことが人々には王の力の衰弱と捉えられたため、王を殺し、息子ドーマルへその神聖な魂を移したのである。

## 引用元
- ユングリング家のサガ（ヘイムスクリングラ）
- ユングリンガ・タル（英語版ウィキペディア）
- ノルウェー史